# Juan Corrionero
Juan Corrionero (Spagna, ... – Catania, 9 luglio 1592) è stato un vescovo spagnolo, vescovo di Catania dal 1589 al 1592.

## Biografia
Di lui si conosce soltanto che venne nominato vescovo di Catania il 2 marzo 1589 da papa Sisto V e consacrato nella cattedrale di Palermo l'8 maggio seguente dall'arcivescovo metropolita di Monreale, poi cardinale, Ludovico de Torres, co-consacranti Diego Haëdo, vescovo di Girgenti, e Francesco Gonzaga, vescovo di Cefalù.

## Genealogia episcopale
La genealogia episcopale è:
- Arcivescovo Filippo Archinto
- Papa Pio IV
- Cardinale Giovanni Antonio Serbelloni
- Cardinale Carlo Borromeo
- Cardinale Gabriele Paleotti
- Cardinale Ludovico de Torres
- Vescovo Juan Corrionero